# لي كلايرك
لي كلارك (بالإنجليزية: Lee Clarke)‏ (28 يوليو 1983 ببيتربرة في المملكة المتحدة - ) هو لاعب كرة قدم بريطاني في مركز الهجوم. شارك مع منتخب أيرلندا الشمالية تحت 21 سنة لكرة القدم ومنتخب أيرلندا الشمالية تحت 23 سنة لكرة القدم. أما مع النوادي، فقد لعب مع نادي بيتربورو يونايتد ونادي كيترينغ تاون وسانت ألبانز سيتي وYaxley F.C. ‏ وويلينج يونايتد.

## وصلات خارجية
- لي كلارك على موقع قاعدة بيانات كرة القدم.إي يو (الإنجليزية)
- لي كلارك على موقع Soccerbase.com (لاعب) (الإنجليزية)